# Hasibuan
Hasibuan is een bestuurslaag in het regentschap Tapanuli Utara van de provincie Noord-Sumatra, Indonesië. Hasibuan telt 524 inwoners (volkstelling 2010).